# Języki zachodnioromańskie

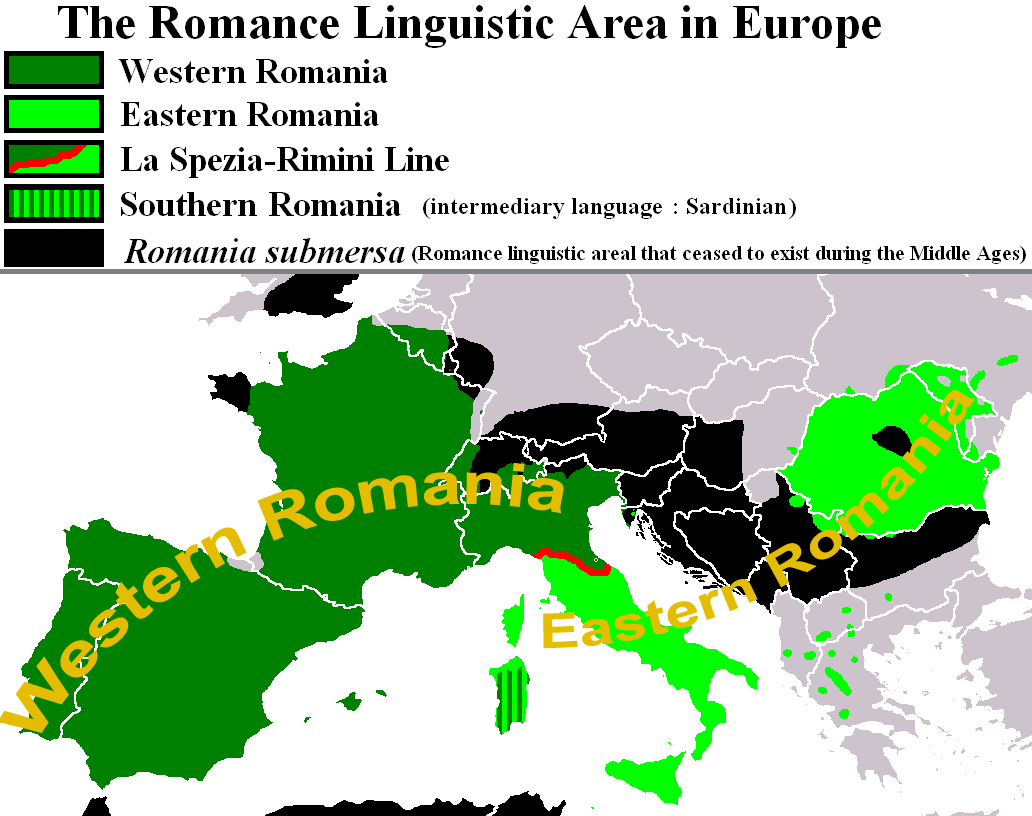
Języki zachodnioromańskie zaznaczono kolorem ciemnozielonym

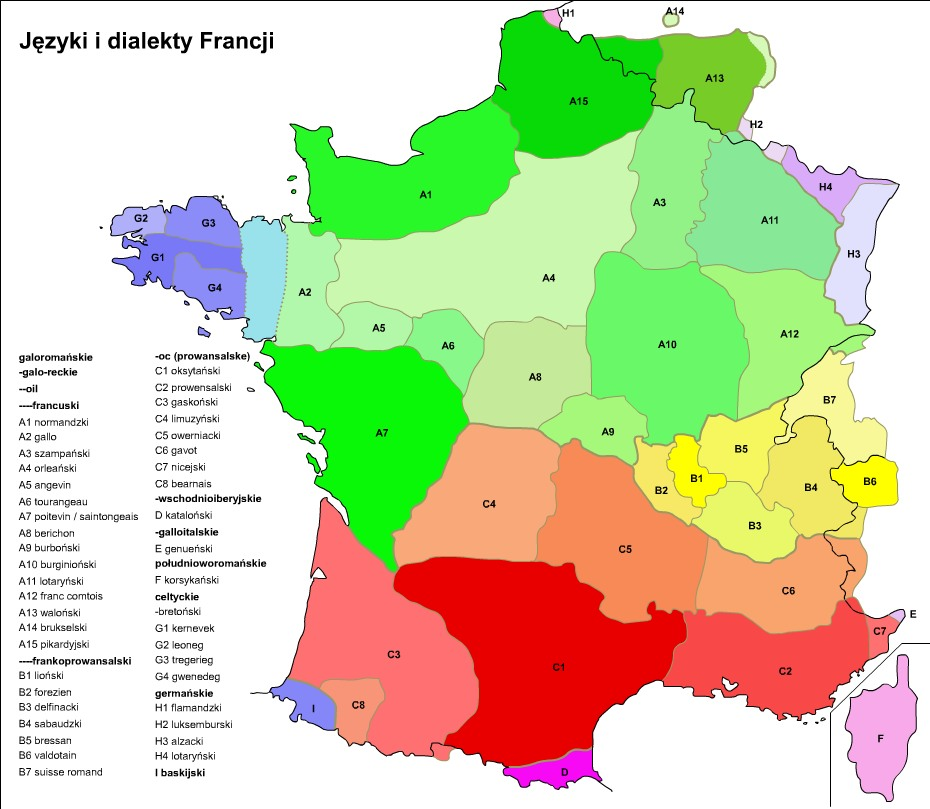
Języki i dialekty Francji

Języki zachodnioromańskie – jedna z trzech grup języków romańskich (obok wschodnio- i południoworomańskich). Posługuje się nimi ok. 720 mln ludzi na niemal wszystkich kontynentach – głównie w Europie zachodniej i na obszarach pokolonialnych w Afryce i Ameryce Południowej oraz Środkowej.
Najpopularniejsze języki zaliczane do tej grupy:
- aragoński
- asturyjski
- francuski
- galicyjski
- hiszpański
- kataloński
- lombardzki
- oksytański
- piemoncki
- portugalski
- wenecki